# Diskografie Mando Diao
Toto je seznam vydané diskografie švédské indie rockové skupiny Mando Diao.

## Alba

### Studiová alba
| Bring 'Em In                                                                            | - Vydáno: říjen 2002 - Vydavatelství: EMI/Majesty/Mute      | 5  | —  | —  | 22 | —  | —  | —  | - JPN: Gold - SWE: Gold     |
| Hurricane Bar                                                                           | - Vydáno: 22. září 2004 - Vydavatelství: Majesty/Mute       | 6  | 25 | 18 | 23 | —  | —  | 26 | - AUT: Gold - GER: Gold     |
| Ode to Ochrasy                                                                          | - Vydáno: 25. srpna 2006 - Vydavatelství: Majesty/Mute      | 7  | 2  | 3  | 30 | —  | —  | 5  | - AUT: Gold - GER: Gold     |
| Never Seen the Light of Day                                                             | - Vydáno: 22. října 2007 - Vydavatelství: EMI               | 9  | 10 | 9  | —  | —  | —  | 10 |                             |
| Give Me Fire!                                                                           | - Vydáno: 13. února 2009 - Vydavatelství: Universal         | 2  | 1  | 1  | —  | 38 | —  | 1  | - AUT: Gold - GER: Platinum |
| Infruset                                                                                | - Vydáno: 31. října 2012 - Vydavatelství: Sony/Universal    | 1  | —  | —  | —  | —  | 33 | 97 | - SWE: 4× Platinum          |
| Ælita                                                                                   | - Vydáno: 2. května 2014 - Vydavatelství: Universal         | 1  | 14 | 6  | —  | —  | —  | 8  |                             |
| Good Times                                                                              | - Vydáno: 12. května 2017 - Vydavatelství: BMG              | 10 | 16 | 11 | —  | —  | —  | 8  |                             |
| Bang                                                                                    | - Vydáno: 18. října 2019 - Vydavatelství: BMG               | 4  | 26 | 17 | —  | —  | —  | 50 |                             |
| I soldnedgången                                                                         | - Vydáno: 12. března 2020 - Vydavatelství: Playground Music | 2  | —  | —  | —  | —  | —  | —  | - SWE: Gold                 |
| "—" značí, že se nahrávka neumístila v hitparádách nebo v tomto území ani nebyla vydána |                                                             |    |    |    |    |    |    |    |                             |

### Koncertní alba
| Název                            | Detaily o albu                                          | Umístění v hitparádách | Umístění v hitparádách | Umístění v hitparádách | Umístění v hitparádách | Certifikace |
| Název                            | Detaily o albu                                          | SWE                    | AUT                    | GER                    | SWI                    | Certifikace |
| -------------------------------- | ------------------------------------------------------- | ---------------------- | ---------------------- | ---------------------- | ---------------------- | ----------- |
| Above and Beyond – MTV Unplugged | - Vydáno: 12. listopadu 2010 - Vydavatelství: Universal | 46                     | 13                     | 6                      | 27                     | - GER: Gold |

### Kompilační alba
| The Malevolence of Mando Diao                                                           | - Vydáno: 12. října 2009 - Vydavatelství: EMI                             | 30 | 67 | 58 | —  |
| Ghosts&Phantoms                                                                         | - Vydáno: 2. prosince 2011/leden 2012 - Vydavatelství: Musica de la Santa | —  | —  | —  | —  |
| Greatest Hits Volume 1                                                                  | - Vydáno: 6. ledna 2012 - Vydavatelství: EMI/Capitol                      | 8  | 60 | 35 | 40 |
| "—" značí, že se nahrávka neumístila v hitparádách nebo v tomto území ani nebyla vydána |                                                                           |    |    |    |    |

## Extended play
| Motown Blood EP                                                                         | - Vydáno: 2002 - Vydavatelství: Majesty/Mute               | 37 | —  | —   |
| Paralyzed EP                                                                            | - Vydáno: 24. února 2004 - Vydavatelství: Majesty/Mute     | —  | —  | 140 |
| Mean Street EP                                                                          | - Vydáno: 11. června 2009 - Vydavatelství: Universal       | —  | 89 | —   |
| All the People                                                                          | - Vydáno: 5. června 2020 - Vydavatelství: Playground Music | —  | —  | —   |
| "—" značí, že se nahrávka neumístila v hitparádách nebo v tomto území ani nebyla vydána |                                                            |    |    |     |

## Singly
| "Mr. Moon"                                                                              | 2002 | 33 | —  | —  | —  | —  | —  | —  | — | —  | —   |             | Bring 'Em In                                |
| "The Band"                                                                              | 2002 | 52 | —  | —  | —  | —  | —  | —  | — | —  | —   |             | Bring 'Em In                                |
| "Sheepdog"                                                                              | 2003 | —  | —  | —  | —  | —  | —  | —  | — | —  | —   |             | Bring 'Em In                                |
| "Paralyzed"                                                                             | 2003 | —  | —  | —  | —  | —  | —  | —  | — | —  | 140 |             | Bring 'Em In                                |
| "Clean Town"                                                                            | 2004 | 29 | —  | —  | —  | —  | —  | —  | — | —  | —   |             | Hurricane Bar                               |
| "Down in the Past"                                                                      | 2004 | —  | —  | —  | —  | 87 | —  | —  | — | —  | 238 |             | Hurricane Bar                               |
| "You Can't Steal My Love"                                                               | 2005 | —  | —  | —  | —  | —  | —  | —  | — | —  | 73  |             | Hurricane Bar                               |
| "God Knows"                                                                             | 2005 | —  | —  | —  | —  | 90 | —  | 59 | — | —  | 64  |             | Hurricane Bar                               |
| "Long Before Rock 'n' Roll"                                                             | 2006 | 16 | 53 | —  | —  | 53 | —  | —  | — | 69 | —   |             | Ode to Ochrasy                              |
| "Good Morning, Herr Horst"                                                              | 2006 | —  | —  | —  | —  | —  | —  | —  | — | —  | —   |             | Ode to Ochrasy                              |
| "TV & Me"                                                                               | 2007 | —  | —  | —  | —  | —  | —  | —  | — | —  | —   |             | Ode to Ochrasy                              |
| "The Wildfire (If It Was True)"                                                         | 2007 | —  | —  | —  | —  | —  | —  | —  | — | —  | —   |             | Ode to Ochrasy                              |
| "Ochrasy"                                                                               | 2007 | —  | —  | —  | —  | —  | —  | —  | — | —  | —   |             | Ode to Ochrasy                              |
| "If I Don't Live Today, I Might Be Here Tomorrow"                                       | 2007 | 15 | —  | —  | —  | —  | —  | —  | — | —  | —   |             | Never Seen the Light of Day                 |
| "Never Seen the Light of Day"                                                           | 2007 | 34 | —  | —  | —  | —  | —  | —  | — | —  | —   |             | Never Seen the Light of Day                 |
| "Train on Fire"                                                                         | 2008 | —  | —  | —  | —  | —  | —  | —  | — | —  | —   |             | Never Seen the Light of Day                 |
| "Dance with Somebody"                                                                   | 2009 | 4  | 1  | 12 | 12 | 2  | 9  | —  | 1 | 3  | —   |             | Give Me Fire!                               |
| "Gloria"                                                                                | 2009 | 12 | 32 | —  | —  | 33 | 77 | —  | — | 39 | —   |             | Give Me Fire!                               |
| "The Quarry"                                                                            | 2009 | —  | —  | —  | —  | —  | —  | —  | — | —  | —   |             | The Malevolence of Mando Diao               |
| "Nothing Without You"                                                                   | 2009 | —  | —  | —  | —  | 76 | —  | —  | — | —  | —   |             | Give Me Fire! (Special Ltd. Winter Edition) |
| "Down in the Past (MTV Unplugged)"                                                      | 2010 | —  | 58 | —  | —  | 53 | —  | —  | — | —  | —   |             | MTV Unplugged – Above and Beyond            |
| "Christmas Could Have Been Good"                                                        | 2011 | 97 | —  | —  | —  | —  | —  | —  | — | —  | —   |             | Greatest Hits Volume 1                      |
| "Strövtåg i hembygden"                                                                  | 2012 | 18 | —  | —  | —  | —  | —  | —  | — | —  | —   |             | Infruset                                    |
| "I ungdomen"                                                                            | 2012 | —  | —  | —  | —  | —  | —  | —  | — | —  | —   |             | Infruset                                    |
| "En sångarsaga"                                                                         | 2012 | 57 | —  | —  | —  | —  | —  | —  | — | —  | —   |             | Infruset                                    |
| "Black Saturday"                                                                        | 2014 | —  | 28 | —  | —  | 8  | —  | —  | — | 21 | —   |             | Ælita                                       |
| "Sweet Wet Dreams"                                                                      | 2014 | —  | —  | —  | —  | —  | —  | —  | — | —  | —   |             | Ælita                                       |
| "Love Last Forever"                                                                     | 2015 | 94 | —  | —  | —  | —  | —  | —  | — | —  | —   | - SWE: Gold | Ælita                                       |
| "Shake"                                                                                 | 2017 | —  | —  | —  | —  | —  | —  | —  | — | —  | —   |             | Good Times                                  |
| "All the Things"                                                                        | 2017 | —  | —  | —  | —  | —  | —  | —  | — | —  | —   |             | Good Times                                  |
| "Good Times"                                                                            | 2017 | —  | —  | —  | —  | —  | —  | —  | — | —  | —   |             | Good Times                                  |
| "One Last Fire"                                                                         | 2019 | —  | —  | —  | —  | —  | —  | —  | — | —  | —   |             | Bang                                        |
| "Long Long Way"                                                                         | 2019 | —  | —  | —  | —  | —  | —  | —  | — | —  | —   |             | Bang                                        |
| "Själens skrubbsår"                                                                     | 2020 | —  | —  | —  | —  | —  | —  | —  | — | —  | —   |             | I soldnedgången                             |
| "Långsamt"                                                                              | 2020 | 81 | —  | —  | —  | —  | —  | —  | — | —  | —   |             | I soldnedgången                             |
| "—" značí, že se nahrávka neumístila v hitparádách nebo v tomto území ani nebyla vydána |      |    |    |    |    |    |    |    |   |    |     |             |                                             |

## Videoklipy
| Rok  | Název                                             | Režisér                       | Album                                      |
| ---- | ------------------------------------------------- | ----------------------------- | ------------------------------------------ |
| 2002 | "Mr. Moon"                                        | Magnus Härdner                | Bring 'Em In                               |
| 2002 | "The Band"                                        | Håkan Schüler                 | Bring 'Em In                               |
| 2003 | "Sheepdog"                                        | Pontus Andersson              | Bring 'Em In                               |
| 2003 | "Paralyzed"                                       | Håkan Schüler                 | Bring 'Em In                               |
| 2004 | "Clean Town"                                      | Amir Chamdin                  | Hurricane Bar                              |
| 2004 | "God Knows"                                       | Johan Torell & John Nordqvist | Hurricane Bar                              |
| 2004 | "Down in the Past"                                | Kristoffer Diös               | Hurricane Bar                              |
| 2005 | "You Can't Steal My Love"                         | Mauricio Molinari             | Hurricane Bar                              |
| 2006 | "Long Before Rock 'N' Roll"                       | Daniel Eskils                 | Ode to Ochrasy                             |
| 2006 | "Good Morning, Herr Horst"                        | Lovisa Inserra                | Ode to Ochrasy                             |
| 2006 | "TV & Me"                                         | Kalle Haglund                 | Ode to Ochrasy                             |
| 2007 | "The Wildfire (If It Was True)"                   | Gilly Barnes                  | Ode to Ochrasy                             |
| 2007 | "Ochrasy"                                         | Lovisa Inserra                | Ode to Ochrasy                             |
| 2007 | "If I Don't Live Today, I Might Be Here Tomorrow" | Andreas Nilsson               | Never Seen the Light of Day                |
| 2007 | "Never Seen the Light of Day"                     | Marcus Engstrand              | Never Seen the Light of Day                |
| 2008 | "Train on Fire"                                   | John Boisen & Björn Fävremark | Never Seen the Light of Day                |
| 2008 | "Dance with Somebody"                             | Matt Wignall & Vern Moen      | Give Me Fire!                              |
| 2009 | "Gloria"                                          | Jörn Heitmann                 | Give Me Fire!                              |
| 2009 | "Mean Street"                                     | Matt Wignall                  | Give Me Fire!                              |
| 2009 | "Nothing Without You"                             | Matt Wignall                  | Give Me Fire! (Special Ltd.Winter Edition) |
| 2010 | "Down in the Past (MTV Unplugged)"                | Matt Wignall                  | MTV Unplugged – Above and Beyond           |
| 2013 | "Säv, säv, susa"                                  |                               | Infruset                                   |
| 2014 | "Black Saturday"                                  | Tim Emrem                     | Ælita                                      |
| 2014 | "Sweet Wet Dreams"                                | Tim Emrem                     | Ælita                                      |
| 2014 | "Money Doesn't Make You a Man"                    | Tim Emrem                     | Ælita                                      |
| 2017 | "Shake"                                           |                               | Good Times                                 |
| 2017 | "All the Things"                                  |                               | Good Times                                 |
| 2017 | "Good Times"                                      |                               | Good Times                                 |